# Lista över olympiska herrmedaljörer i gymnastik
Det här är en komplett lista över alla medaljörer i gymnastik vid olympiska spelen på herrsidan från 1896 fram till 2021. Se även Lista över olympiska dammedaljörer i gymnastik

## Artistisk gymnastik

### Nuvarande program

#### Mångkamp, individuell
| Spel                            | Guld                     | Silver                  | Brons                     |
| Paris 1900 Detaljer...          | Gustave Sandras (FRA)    | Noël Bas (FRA)          | Lucien Démanet (FRA)      |
| St. Louis 1904 Detaljer...      | Julius Lenhart (USA)     | Wilhelm Weber (GER)     | Adolf Spinnler (SUI)      |
| London 1908 Detaljer...         | Alberto Braglia (ITA)    | Walter Tysall (GBR)     | Louis Ségura (FRA)        |
| Stockholm 1912 Detaljer...      | Alberto Braglia (ITA)    | Louis Ségura (FRA)      | Adolfo Tunesi (ITA)       |
| Antwerpen 1920 Detaljer...      | Giorgio Zampori (ITA)    | Marco Torrès (FRA)      | Jean Gounot (FRA)         |
| Paris 1924 Detaljer...          | Leon Štukelj (YUG)       | Robert Pražák (TCH)     | Bedřich Šupčík (TCH)      |
| Amsterdam 1928 Detaljer...      | Georges Miez (SUI)       | Hermann Hänggi (SUI)    | Leon Štukelj (YUG)        |
| Los Angeles 1932 Detaljer...    | Romeo Neri (ITA)         | István Pelle (HUN)      | Heikki Savolainen (FIN)   |
| Berlin 1936 Detaljer...         | Alfred Schwarzmann (GER) | Eugen Mack (SUI)        | Konrad Frey (GER)         |
| London 1948 Detaljer...         | Veikko Huhtanen (FIN)    | Walter Lehmann (SUI)    | Paavo Aaltonen (FIN)      |
| Helsingfors 1952 Detaljer...    | Viktor Tjukarin (URS)    | Grant Sjaginjan (URS)   | Josef Stalder (SUI)       |
| Melbourne 1956 Detaljer...      | Viktor Tjukarin (URS)    | Takashi Ono (JPN)       | Jurij Titov (URS)         |
| Rom 1960 Detaljer...            | Boris Sjachlin (URS)     | Takashi Ono (JPN)       | Jurij Titov (URS)         |
| Tokyo 1964 Detaljer...          | Yukio Endo (JPN)         | Viktor Lisitskj (URS)   | Ingen utsedd              |
| Tokyo 1964 Detaljer...          | Yukio Endo (JPN)         | Boris Sjachlin (URS)    | Ingen utsedd              |
| Tokyo 1964 Detaljer...          | Yukio Endo (JPN)         | Shuji Tsurumi (JPN)     | Ingen utsedd              |
| Mexico City 1968 Detaljer...    | Sawao Kato (JPN)         | Michail Voronin (URS)   | Akinori Nakayama (JPN)    |
| München 1972 Detaljer...        | Sawao Kato (JPN)         | Eizō Kenmotsu (JPN)     | Akinori Nakayama (JPN)    |
| Montréal 1976 Detaljer...       | Nikolaj Andrianov (URS)  | Sawao Kato (JPN)        | Mitsuo Tsukahara (JPN)    |
| Moskva 1980 Detaljer...         | Aleksandr Ditiatin (URS) | Nikolaj Andrianov (URS) | Stojan Delttjev (BUL)     |
| Los Angeles 1984 Detaljer...    | Koji Gushiken (JPN)      | Peter Vidmar (USA)      | Li Ning (CHN)             |
| Seoul 1988 Detaljer...          | Vladimir Artemov (URS)   | Valerij Ljukin (URS)    | Dmitrij Bilozertjev (URS) |
| Barcelona 1992 Detaljer...      | Vitalj Sjtjerba (EUN)    | Hryhorij Misiutin (EUN) | Valerij Belenkij (EUN)    |
| Atlanta 1996 Detaljer...        | Li Xiaoshuang (CHN)      | Aleksej Nemov (RUS)     | Vitalj Sjtjerba (BLR)     |
| Sydney 2000 Detaljer...         | Aleksej Nemov (RUS)      | Yang Wei (CHN)          | Oleksandr Berestj (UKR)   |
| Aten 2004 Detaljer...           | Paul Hamm (USA)          | Kim Dae-eun (KOR)       | Yang Tae-Young (KOR)      |
| Peking 2008 Detaljer...         | Yang Wei (CHN)           | Kōhei Uchimura (JPN)    | Benoît Caranobe (FRA)     |
| London 2012 Detaljer...         | Kōhei Uchimura (JPN)     | Marcel Nguyen (GER)     | Danell Leyva (USA)        |
| Rio de Janeiro 2016 Detaljer... | Kōhei Uchimura (JPN)     | Oleg Vernjajev (UKR)    | Max Whitlock (GBR)        |
| Tokyo 2020 Detaljer...          | Daiki Hashimoto (JPN)    | Xiao Ruoteng (CHN)      | Nikita Nagornyj (ROC)     |

#### Barr
| Spel                            | Guld                                   | Silver                                 | Brons                                  |
| Aten 1896 Detaljer...           | Alfred Flatow (GER)                    | Louis Zutter (SUI)                     | Ingen utsedd                           |
| Paris 1900                      | Ingick inte i det olympiska programmet | Ingick inte i det olympiska programmet | Ingick inte i det olympiska programmet |
| St. Louis 1904 Detaljer...      | George Eyser (USA)                     | Anton Heida (USA)                      | John Duha (USA)                        |
| 1908–1920                       | Ingick inte i det olympiska programmet | Ingick inte i det olympiska programmet | Ingick inte i det olympiska programmet |
| Paris 1924 Detaljer...          | August Güttinger (SUI)                 | Robert Pražák (TCH)                    | Giorgio Zampori (ITA)                  |
| Amsterdam 1928 Detaljer...      | Ladislav Vácha (TCH)                   | Josip Primožič (YUG)                   | Hermann Hänggi (SUI)                   |
| Los Angeles 1932 Detaljer...    | Romeo Neri (ITA)                       | István Pelle (HUN)                     | Heikki Savolainen (FIN)                |
| Berlin 1936 Detaljer...         | Konrad Frey (GER)                      | Michael Reusch (SUI)                   | Alfred Schwarzmann (GER)               |
| London 1948 Detaljer...         | Michael Reusch (SUI)                   | Veikko Huhtanen (FIN)                  | Christian Kipfer (SUI)                 |
| London 1948 Detaljer...         | Michael Reusch (SUI)                   | Veikko Huhtanen (FIN)                  | Josef Stalder (SUI)                    |
| Helsingfors 1952 Detaljer...    | Hans Eugster (SUI)                     | Viktor Tjukarin (URS)                  | Josef Stalder (SUI)                    |
| Melbourne 1956 Detaljer...      | Viktor Tjukarin (URS)                  | Masami Kubota (JPN)                    | Takashi Ono (JPN)                      |
| Melbourne 1956 Detaljer...      | Viktor Tjukarin (URS)                  | Masami Kubota (JPN)                    | Masao Takemoto (JPN)                   |
| Rom 1960 Detaljer...            | Boris Sjachlin (URS)                   | Giovanni Carminucci (ITA)              | Takashi Ono (JPN)                      |
| Tokyo 1964 Detaljer...          | Yukio Endo (JPN)                       | Shuji Tsurumi (JPN)                    | Franco Menichelli (ITA)                |
| Mexico City 1968 Detaljer...    | Akinori Nakayama (JPN)                 | Michail Voronin (URS)                  | Viktor Klimenko (URS)                  |
| München 1972 Detaljer...        | Sawao Kato (JPN)                       | Shigeru Kasamatsu (JPN)                | Eizō Kenmotsu (JPN)                    |
| Montréal 1976 Detaljer...       | Sawao Kato (JPN)                       | Nikolaj Andrianov (URS)                | Mitsuo Tsukahara (JPN)                 |
| Moskva 1980 Detaljer...         | Aleksandr Tkatjov (URS)                | Aleksandr Ditiatin (URS)               | Roland Brückner (GDR)                  |
| Los Angeles 1984 Detaljer...    | Bart Conner (USA)                      | Nobuyuki Kajitani (JPN)                | Mitchell Gaylord (USA)                 |
| Seoul 1988 Detaljer...          | Vladimir Artemov (URS)                 | Valerij Ljukin (URS)                   | Sven Tippelt (GDR)                     |
| Barcelona 1992 Detaljer...      | Vitalj Sjtjerba (EUN)                  | Li Jing (CHN)                          | Ihor Korobtjynskyj (EUN)               |
| Barcelona 1992 Detaljer...      | Vitalj Sjtjerba (EUN)                  | Li Jing (CHN)                          | Guo Linyao (CHN)                       |
| Barcelona 1992 Detaljer...      | Vitalj Sjtjerba (EUN)                  | Li Jing (CHN)                          | Masayuki Matsunaga (JPN)               |
| Atlanta 1996 Detaljer...        | Rustam Sjaripov (UKR)                  | Jair Lynch (USA)                       | Vitalj Sjtjerba (BLR)                  |
| Sydney 2000 Detaljer...         | Li Xiaopeng (CHN)                      | Lee Joo-hyung (KOR)                    | Aleksej Nemov (RUS)                    |
| Aten 2004 Detaljer...           | Valerij Hontjarov (UKR)                | Hiroyuki Tomita (JPN)                  | Li Xiaopeng (CHN)                      |
| Peking 2008 Detaljer...         | Li Xiaopeng (CHN)                      | Yoo Won-chul (KOR)                     | Anton Fokin (UZB)                      |
| London 2012 Detaljer...         | Feng Zhe (CHN)                         | Marcel Nguyen (GER)                    | Hamilton Sabot (FRA)                   |
| Rio de Janeiro 2016 Detaljer... | Oleg Vernjajev (UKR)                   | Danell Leyva (USA)                     | David Beljavskij (RUS)                 |
| Tokyo 2020 Detaljer...          | Zou Jingyuan (CHN)                     | Lukas Dauser (GER)                     | Ferhat Arıcan (TUR)                    |

#### Bygelhäst
| Spel                            | Guld                                   | Silver                                 | Brons                                  |
| Aten 1896 Detaljer...           | Louis Zutter (SUI)                     | Hermann Weingärtner (GER)              | Ingen utsedd                           |
| 1900 Paris                      | Ingick inte i det olympiska programmet | Ingick inte i det olympiska programmet | Ingick inte i det olympiska programmet |
| St. Louis 1904 Detaljer...      | Anton Heida (USA)                      | George Eyser (USA)                     | William Merz (USA)                     |
| 1908–1920                       | Ingick inte i det olympiska programmet | Ingick inte i det olympiska programmet | Ingick inte i det olympiska programmet |
| Paris 1924 Detaljer...          | Josef Wilhelm (SUI)                    | Jean Gutweninger (SUI)                 | Antoine Rebetez (SUI)                  |
| Amsterdam 1928 Detaljer...      | Hermann Hänggi (SUI)                   | Georges Miez (SUI)                     | Heikki Savolainen (FIN)                |
| Los Angeles 1932 Detaljer...    | István Pelle (HUN)                     | Omero Bonoli (ITA)                     | Frank Haubold (USA)                    |
| Berlin 1936 Detaljer...         | Konrad Frey (GER)                      | Eugen Mack (SUI)                       | Albert Bachmann (SUI)                  |
| London 1948 Detaljer...         | Paavo Aaltonen (FIN)                   | Ingen utsedd                           | Ingen utsedd                           |
| London 1948 Detaljer...         | Veikko Huhtanen (FIN)                  | Ingen utsedd                           | Ingen utsedd                           |
| London 1948 Detaljer...         | Heikki Savolainen (FIN)                | Ingen utsedd                           | Ingen utsedd                           |
| Helsingfors 1952 Detaljer...    | Viktor Tjukarin (URS)                  | Jevgenj Korolkov (URS)                 | Ingen utsedd                           |
| Helsingfors 1952 Detaljer...    | Viktor Tjukarin (URS)                  | Grant Sjaginjan (URS)                  | Ingen utsedd                           |
| Melbourne 1956 Detaljer...      | Boris Sjachlin (URS)                   | Takashi Ono (JPN)                      | Viktor Tjukarin (URS)                  |
| Rom 1960 Detaljer...            | Eugen Ekman (FIN)                      | Ingen utsedd                           | Shuji Tsurumi (JPN)                    |
| Rom 1960 Detaljer...            | Boris Sjachlin (URS)                   | Ingen utsedd                           | Shuji Tsurumi (JPN)                    |
| Tokyo 1964 Detaljer...          | Miroslav Cerar (YUG)                   | Shuji Tsurumi (JPN)                    | Jurj Tsapenko (URS)                    |
| Mexico City 1968 Detaljer...    | Miroslav Cerar (YUG)                   | Olli Laiho (FIN)                       | Michail Voronin (URS)                  |
| München 1972 Detaljer...        | Viktor Klimenko (URS)                  | Sawao Kato (JPN)                       | Eizō Kenmotsu (JPN)                    |
| Montréal 1976 Detaljer...       | Zoltán Magyar (HUN)                    | Eizō Kenmotsu (JPN)                    | Nikolaj Andrianov (URS)                |
| Montréal 1976 Detaljer...       | Zoltán Magyar (HUN)                    | Eizō Kenmotsu (JPN)                    | Michael Nikolay (GDR)                  |
| Moskva 1980 Detaljer...         | Zoltán Magyar (HUN)                    | Aleksandr Ditiatin (URS)               | Michael Nikolay (GDR)                  |
| Los Angeles 1984 Detaljer...    | Li Ning (CHN)                          | Ingen utsedd                           | Timothy Daggett (USA)                  |
| Los Angeles 1984 Detaljer...    | Peter Vidmar (USA)                     | Ingen utsedd                           | Timothy Daggett (USA)                  |
| Seoul 1988 Detaljer...          | Dmitrij Bilozertjev (URS)              | Ingen utsedd                           | Ingen utsedd                           |
| Seoul 1988 Detaljer...          | Zsolt Borkai (HUN)                     | Ingen utsedd                           | Ingen utsedd                           |
| Seoul 1988 Detaljer...          | Lubomir Geraskov (BUL)                 | Ingen utsedd                           | Ingen utsedd                           |
| Barcelona 1992 Detaljer...      | Pae Gil-Su (PRK)                       | Ingen utsedd                           | Andreas Wecker (GER)                   |
| Barcelona 1992 Detaljer...      | Vitalj Sjtjerba (EUN)                  | Ingen utsedd                           | Andreas Wecker (GER)                   |
| Atlanta 1996 Detaljer...        | Donghua Li (SUI)                       | Marius Urzică (ROU)                    | Aleksej Nemov (RUS)                    |
| Sydney 2000 Detaljer...         | Marius Urzică (ROU)                    | Éric Poujade (FRA)                     | Aleksej Nemov (RUS)                    |
| Aten 2004 Detaljer...           | Teng Haibin (CHN)                      | Marius Urzică (ROU)                    | Takehiro Kashima (JPN)                 |
| Peking 2008 Detaljer...         | Xiao Qin (CHN)                         | Filip Ude (CRO)                        | Louis Smith (GBR)                      |
| London 2012 Detaljer...         | Krisztián Berki (HUN)                  | Louis Smith (GBR)                      | Max Whitlock (GBR)                     |
| Rio de Janeiro 2016 Detaljer... | Max Whitlock (GBR)                     | Louis Smith (GBR)                      | Alexander Naddour (USA)                |
| Tokyo 2020 Detaljer...          | Max Whitlock (GBR)                     | Lee Chih-kai (TPE)                     | Kazuma Kaya (JPN)                      |

#### Fristående
| Spel                            | Guld                       | Silver                       | Brons                    |
| Los Angeles 1932 Detaljer...    | István Pelle (HUN)         | Georges Miez (SUI)           | Mario Lertora (ITA)      |
| Berlin 1936 Detaljer...         | Georges Miez (SUI)         | Josef Walter (SUI)           | Konrad Frey (GER)        |
| Berlin 1936 Detaljer...         | Georges Miez (SUI)         | Josef Walter (SUI)           | Eugen Mack (SUI)         |
| London 1948 Detaljer...         | Ferenc Pataki (HUN)        | János Mogyorósi-Klencs (HUN) | Zdenek Ruzicka (TCH)     |
| Helsingfors 1952 Detaljer...    | William Thoresson (SWE)    | Jerzy Jokiel (POL)           | Ingen utsedd             |
| Helsingfors 1952 Detaljer...    | William Thoresson (SWE)    | Tadao Uesako (JPN)           | Ingen utsedd             |
| Melbourne 1956 Detaljer...      | Valentin Muratov (URS)     | Nobuyuki Aihara (JPN)        | Ingen utsedd             |
| Melbourne 1956 Detaljer...      | Valentin Muratov (URS)     | Viktor Tjukarin (URS)        | Ingen utsedd             |
| Melbourne 1956 Detaljer...      | Valentin Muratov (URS)     | William Thoresson (SWE)      | Ingen utsedd             |
| Rom 1960 Detaljer...            | Nobuyuki Aihara (JPN)      | Jurij Titov (URS)            | Franco Menichelli (ITA)  |
| Tokyo 1964 Detaljer...          | Franco Menichelli (ITA)    | Yukio Endo (JPN)             | Ingen utsedd             |
| Tokyo 1964 Detaljer...          | Franco Menichelli (ITA)    | Viktor Lisitskj (URS)        | Ingen utsedd             |
| Mexico City 1968 Detaljer...    | Sawao Kato (JPN)           | Akinori Nakayama (JPN)       | Takeshi Kato (JPN)       |
| München 1972 Detaljer...        | Nikolaj Andrianov (URS)    | Akinori Nakayama (JPN)       | Shigeru Kasamatsu (JPN)  |
| Montréal 1976 Detaljer...       | Nikolaj Andrianov (URS)    | Vladimir Martjenko (URS)     | Peter Kormann (USA)      |
| Moskva 1980 Detaljer...         | Roland Brückner (GDR)      | Nikolaj Andrianov (URS)      | Aleksandr Ditiatin (URS) |
| Los Angeles 1984 Detaljer...    | Li Ning (CHN)              | Lou Yun (CHN)                | Koji Sotomura (JPN)      |
| Los Angeles 1984 Detaljer...    | Li Ning (CHN)              | Lou Yun (CHN)                | Philippe Vatuone (FRA)   |
| Seoul 1988 Detaljer...          | Sergei Charkov (URS)       | Vladimir Artemov (URS)       | Yukio Iketani (JPN)      |
| Seoul 1988 Detaljer...          | Sergei Charkov (URS)       | Vladimir Artemov (URS)       | Lou Yun (CHN)            |
| Barcelona 1992 Detaljer...      | Li Xiaoshuang (CHN)        | Yukio Iketani (JPN)          | Ingen utsedd             |
| Barcelona 1992 Detaljer...      | Li Xiaoshuang (CHN)        | Hryhorij Misiutin (EUN)      | Ingen utsedd             |
| Atlanta 1996 Detaljer...        | Ioannis Melissanidis (GRE) | Li Xiaoshuang (CHN)          | Aleksej Nemov (RUS)      |
| Sydney 2000 Detaljer...         | Igors Vihrovs (LAT)        | Aleksej Nemov (RUS)          | Jordan Jovtjev (BUL)     |
| Aten 2004 Detaljer...           | Kyle Shewfelt (CAN)        | Marian Drăgulescu (ROU)      | Jordan Jovtjev (BUL)     |
| Peking 2008 Detaljer...         | Zou Kai (CHN)              | Gervasio Deferr (ESP)        | Anton Golotsutskov (RUS) |
| London 2012 Detaljer...         | Zou Kai (CHN)              | Kōhei Uchimura (JPN)         | Denis Abljazin (RUS)     |
| Rio de Janeiro 2016 Detaljer... | Max Whitlock (GBR)         | Diego Hypólito (BRA)         | Arthur Mariano (BRA)     |
| Tokyo 2020 Detaljer...          | Artem Dolgopyat (ISR)      | Rayderley Zapata (ESP)       | Xiao Ruoteng (CHN)       |

#### Hopp
| Spel                            | Guld                                   | Silver                                 | Brons                                  |
| Aten 1896 Detaljer...           | Carl Schuhmann (GER)                   | Louis Zutter (SUI)                     | Hermann Weingärtner (GER)              |
| 1900 Paris                      | Ingick inte i det olympiska programmet | Ingick inte i det olympiska programmet | Ingick inte i det olympiska programmet |
| St. Louis 1904 Detaljer...      | George Eyser (USA)                     | Anton Heida (USA)                      | William Merz (USA)                     |
| 1908–1920                       | Ingick inte i det olympiska programmet | Ingick inte i det olympiska programmet | Ingick inte i det olympiska programmet |
| Paris 1924 Detaljer...          | Frank Kriz (USA)                       | Jan Koutný (TCH)                       | Bohumil Mořkovský (TCH)                |
| Amsterdam 1928 Detaljer...      | Eugen Mack (SUI)                       | Emanuel Löffler (TCH)                  | Stane Derganc (YUG)                    |
| Los Angeles 1932 Detaljer...    | Savino Guglielmetti (ITA)              | Al Jochim (USA)                        | Ed Carmichael (USA)                    |
| Berlin 1936 Detaljer...         | Alfred Schwarzmann (GER)               | Eugen Mack (SUI)                       | Matthias Volz (GER)                    |
| London 1948 Detaljer...         | Paavo Aaltonen (FIN)                   | Olavi Rove (FIN)                       | János Mogyorósi-Klencs (HUN)           |
| London 1948 Detaljer...         | Paavo Aaltonen (FIN)                   | Olavi Rove (FIN)                       | Ferenc Pataki (HUN)                    |
| London 1948 Detaljer...         | Paavo Aaltonen (FIN)                   | Olavi Rove (FIN)                       | Leo Sotorník (TCH)                     |
| Helsingfors 1952 Detaljer...    | Viktor Tjukarin (URS)                  | Masao Takemoto (JPN)                   | Takashi Ono (JPN)                      |
| Helsingfors 1952 Detaljer...    | Viktor Tjukarin (URS)                  | Masao Takemoto (JPN)                   | Tadao Uesako (JPN)                     |
| Melbourne 1956 Detaljer...      | Helmut Bantz (EUA)                     | Ingen utsedd                           | Jurij Titov (URS)                      |
| Melbourne 1956 Detaljer...      | Valentin Muratov (URS)                 | Ingen utsedd                           | Jurij Titov (URS)                      |
| Rom 1960 Detaljer...            | Takashi Ono (JPN)                      | Ingen utsedd                           | Vladimir Portnoi (URS)                 |
| Rom 1960 Detaljer...            | Boris Sjachlin (URS)                   | Ingen utsedd                           | Vladimir Portnoi (URS)                 |
| Tokyo 1964 Detaljer...          | Haruhiro Yamashita (JPN)               | Viktor Lisitskj (URS)                  | Hannu Rantakari (FIN)                  |
| Mexico City 1968 Detaljer...    | Michail Voronin (URS)                  | Yukio Endo (JPN)                       | Sergej Diomidov (URS)                  |
| München 1972 Detaljer...        | Klaus Köste (GDR)                      | Viktor Klimenko (URS)                  | Nikolaj Andrianov (URS)                |
| Montréal 1976 Detaljer...       | Nikolaj Andrianov (URS)                | Mitsuo Tsukahara (JPN)                 | Hiroshi Kajiyama (JPN)                 |
| Moskva 1980 Detaljer...         | Nikolaj Andrianov (URS)                | Aleksandr Ditiatin (URS)               | Roland Brückner (GDR)                  |
| Los Angeles 1984 Detaljer...    | Lou Yun (CHN)                          | Mitchell Gaylord (USA)                 | Ingen utsedd                           |
| Los Angeles 1984 Detaljer...    | Lou Yun (CHN)                          | Koji Gushiken (JPN)                    | Ingen utsedd                           |
| Los Angeles 1984 Detaljer...    | Lou Yun (CHN)                          | Li Ning (CHN)                          | Ingen utsedd                           |
| Los Angeles 1984 Detaljer...    | Lou Yun (CHN)                          | Shinji Morisue (JPN)                   | Ingen utsedd                           |
| Seoul 1988 Detaljer...          | Lou Yun (CHN)                          | Sylvio Kroll (GDR)                     | Park Jong-hoon (KOR)                   |
| Barcelona 1992 Detaljer...      | Vitalj Sjtjerba (EUN)                  | Hryhorij Misiutin (EUN)                | Yoo Ok-ryul (KOR)                      |
| Atlanta 1996 Detaljer...        | Aleksej Nemov (RUS)                    | Yeo Hong-chul (KOR)                    | Vitalj Sjtjerba (BLR)                  |
| Sydney 2000 Detaljer...         | Gervasio Deferr (ESP)                  | Aleksej Bondarenko (RUS)               | Leszek Blanik (POL)                    |
| Aten 2004 Detaljer...           | Gervasio Deferr (ESP)                  | Jevgēņijs Saproņenko (LAT)             | Marian Drăgulescu (ROU)                |
| Peking 2008 Detaljer...         | Leszek Blanik (POL)                    | Thomas Bouhail (FRA)                   | Anton Golotsutskov (RUS)               |
| London 2012 Detaljer...         | Yang Hak-seon (KOR)                    | Denis Abljazin (RUS)                   | Ihor Radivilov (UKR)                   |
| Rio de Janeiro 2016 Detaljer... | Ri Se-gwang (PRK)                      | Denis Abljazin (RUS)                   | Kenzō Shirai (JPN)                     |
| Tokyo 2020 Detaljer...          | Shin Jea-hwan (KOR)                    | Denis Abljazin (ROC)                   | Artur Davtjan (ARM)                    |

#### Ringar
| Spel                            | Guld                                   | Silver                                 | Brons                                  |
| Aten 1896 Detaljer...           | Ioannis Mitropoulos (GRE)              | Hermann Weingärtner (GER)              | Petros Persakis (GRE)                  |
| 1900 Paris                      | Ingick inte i det olympiska programmet | Ingick inte i det olympiska programmet | Ingick inte i det olympiska programmet |
| St. Louis 1904 Detaljer...      | Herman Glass (USA)                     | William Merz (USA)                     | Emil Voigt (USA)                       |
| 1908–1920                       | Ingick inte i det olympiska programmet | Ingick inte i det olympiska programmet | Ingick inte i det olympiska programmet |
| Paris 1924 Detaljer...          | Francesco Martino (ITA)                | Robert Pražák (TCH)                    | Ladislav Vácha (TCH)                   |
| Amsterdam 1928 Detaljer...      | Leon Štukelj (YUG)                     | Ladislav Vácha (TCH)                   | Emanuel Löffler (TCH)                  |
| Los Angeles 1932 Detaljer...    | George Gulack (USA)                    | Bill Denton (USA)                      | Giovanni Lattuada (ITA)                |
| Berlin 1936 Detaljer...         | Alois Hudec (TCH)                      | Leon Štukelj (YUG)                     | Matthias Volz (GER)                    |
| London 1948 Detaljer...         | Karl Frei (SUI)                        | Michael Reusch (SUI)                   | Zdenek Ruzicka (TCH)                   |
| Helsingfors 1952 Detaljer...    | Grant Sjaginjan (URS)                  | Viktor Tjukarin (URS)                  | Hans Eugster (SUI)                     |
| Helsingfors 1952 Detaljer...    | Grant Sjaginjan (URS)                  | Viktor Tjukarin (URS)                  | Dmytro Leonkin (URS)                   |
| Melbourne 1956 Detaljer...      | Albert Azarjan (URS)                   | Valentin Muratov (URS)                 | Masao Takemoto (JPN)                   |
| Melbourne 1956 Detaljer...      | Albert Azarjan (URS)                   | Valentin Muratov (URS)                 | Masami Kubota (JPN)                    |
| Rom 1960 Detaljer...            | Albert Azarjan (URS)                   | Boris Sjachlin (URS)                   | Velik Kapsazov (BUL)                   |
| Rom 1960 Detaljer...            | Albert Azarjan (URS)                   | Boris Sjachlin (URS)                   | Takashi Ono (JPN)                      |
| Tokyo 1964 Detaljer...          | Takuji Hayata (JPN)                    | Franco Menichelli (ITA)                | Boris Sjachlin (URS)                   |
| Mexico City 1968 Detaljer...    | Akinori Nakayama (JPN)                 | Michail Voronin (URS)                  | Sawao Kato (JPN)                       |
| München 1972 Detaljer...        | Akinori Nakayama (JPN)                 | Michail Voronin (URS)                  | Mitsuo Tsukahara (JPN)                 |
| Montréal 1976 Detaljer...       | Nikolaj Andrianov (URS)                | Aleksandr Ditiatin (URS)               | Dan Grecu (ROU)                        |
| Moskva 1980 Detaljer...         | Aleksandr Ditiatin (URS)               | Aleksandr Tkatjov (URS)                | Jiří Tabak (TCH)                       |
| Los Angeles 1984 Detaljer...    | Koji Gushiken (JPN)                    | Ingen utsedd                           | Mitchell Gaylord (USA)                 |
| Los Angeles 1984 Detaljer...    | Li Ning (CHN)                          | Ingen utsedd                           | Mitchell Gaylord (USA)                 |
| Seoul 1988 Detaljer...          | Holger Behrendt (GDR)                  | Ingen utsedd                           | Sven Tippelt (GDR)                     |
| Seoul 1988 Detaljer...          | Holger Behrendt (GDR)                  | Ingen utsedd                           | Dmitrij Bilozertjev (URS)              |
| Barcelona 1992 Detaljer...      | Vitalj Sjtjerba (EUN)                  | Li Jing (CHN)                          | Andreas Wecker (GER)                   |
| Atlanta 1996 Detaljer...        | Jury Chechi (ITA)                      | Dan Burincă (ROU)                      | Ingen utsedd                           |
| Atlanta 1996 Detaljer...        | Jury Chechi (ITA)                      | Szilveszter Csollány (HUN)             | Ingen utsedd                           |
| Sydney 2000 Detaljer...         | Szilveszter Csollány (HUN)             | Dimosthenis Tampakos (GRE)             | Jordan Jovtjev (BUL)                   |
| Aten 2004 Detaljer...           | Dimosthenis Tampakos (GRE)             | Jordan Jovtjev (BUL)                   | Jury Chechi (ITA)                      |
| Peking 2008 Detaljer...         | Chen Yibing (CHN)                      | Yang Wei (CHN)                         | Oleksandr Vorobiov (UKR)               |
| London 2012 Detaljer...         | Arthur Zanetti (BRA)                   | Chen Yibing (CHN)                      | Matteo Morandi (ITA)                   |
| Rio de Janeiro 2016 Detaljer... | Eleftherios Petrounias (GRE)           | Arthur Zanetti (BRA)                   | Denis Abljazin (RUS)                   |
| Tokyo 2020 Detaljer...          | Liu Yang (CHN)                         | You Hao (CHN)                          | Eleftherios Petrounias (GRE)           |

#### Räck
| Spel                            | Guld                                   | Silver                                 | Brons                                  |
| Aten 1896 Detaljer...           | Hermann Weingärtner (GER)              | Alfred Flatow (GER)                    | Ingen utsedd                           |
| 1900 Paris                      | Ingick inte i det olympiska programmet | Ingick inte i det olympiska programmet | Ingick inte i det olympiska programmet |
| St. Louis 1904 Detaljer...      | Anton Heida (USA)                      | Ingen utsedd                           | George Eyser (USA)                     |
| St. Louis 1904 Detaljer...      | Edward Hennig (USA)                    | Ingen utsedd                           | George Eyser (USA)                     |
| 1908–1920                       | Ingick inte i det olympiska programmet | Ingick inte i det olympiska programmet | Ingick inte i det olympiska programmet |
| Paris 1924 Detaljer...          | Leon Štukelj (YUG)                     | Jean Gutweninger (SUI)                 | André Higelin (FRA)                    |
| Amsterdam 1928 Detaljer...      | Georges Miez (SUI)                     | Romeo Neri (ITA)                       | Eugen Mack (SUI)                       |
| Los Angeles 1932 Detaljer...    | Dallas Bixler (USA)                    | Heikki Savolainen (FIN)                | Einari Teräsvirta (FIN)                |
| Berlin 1936 Detaljer...         | Ale Saarvala (FIN)                     | Konrad Frey (GER)                      | Alfred Schwarzmann (GER)               |
| London 1948 Detaljer...         | Josef Stalder (SUI)                    | Walter Lehmann (SUI)                   | Veikko Huhtanen (FIN)                  |
| Helsingfors 1952 Detaljer...    | Jack Günthard (SUI)                    | Alfred Schwarzmann (GER)               | Ingen utsedd                           |
| Helsingfors 1952 Detaljer...    | Jack Günthard (SUI)                    | Josef Stalder (SUI)                    | Ingen utsedd                           |
| Melbourne 1956 Detaljer...      | Takashi Ono (JPN)                      | Jurij Titov (URS)                      | Masao Takemoto (JPN)                   |
| Rom 1960 Detaljer...            | Takashi Ono (JPN)                      | Masao Takemoto (JPN)                   | Boris Sjachlin (URS)                   |
| Tokyo 1964 Detaljer...          | Boris Sjachlin (URS)                   | Yuri Titov (URS)                       | Miroslav Cerar (YUG)                   |
| Mexico City 1968 Detaljer...    | Akinori Nakayama (JPN)                 | Ingen utsedd                           | Eizō Kenmotsu (JPN)                    |
| Mexico City 1968 Detaljer...    | Michail Voronin (URS)                  | Ingen utsedd                           | Eizō Kenmotsu (JPN)                    |
| München 1972 Detaljer...        | Mitsuo Tsukahara (JPN)                 | Sawao Kato (JPN)                       | Shigeru Kasamatsu (JPN)                |
| Montréal 1976 Detaljer...       | Mitsuo Tsukahara (JPN)                 | Eizō Kenmotsu (JPN)                    | Eberhard Gienger (FRG)                 |
| Moskva 1980 Detaljer...         | Stojan Delttjev (BUL)                  | Aleksandr Ditiatin (URS)               | Nikolaj Andrianov (URS)                |
| Los Angeles 1984 Detaljer...    | Shinji Morisue (JPN)                   | Tong Fei (CHN)                         | Koji Gushiken (JPN)                    |
| Seoul 1988 Detaljer...          | Vladimir Artemov (URS)                 | Ingen utsedd                           | Holger Behrendt (GDR)                  |
| Seoul 1988 Detaljer...          | Valerij Ljukin (URS)                   | Ingen utsedd                           | Marius Gherman (ROU)                   |
| Barcelona 1992 Detaljer...      | Trent Dimas (USA)                      | Hryhorij Misiutin (EUN)                | Ingen utsedd                           |
| Barcelona 1992 Detaljer...      | Trent Dimas (USA)                      | Andreas Wecker (GER)                   | Ingen utsedd                           |
| Atlanta 1996 Detaljer...        | Andreas Wecker (GER)                   | Krasimir Dunev (BUL)                   | Fan Bin (CHN)                          |
| Atlanta 1996 Detaljer...        | Andreas Wecker (GER)                   | Krasimir Dunev (BUL)                   | Aleksej Nemov (RUS)                    |
| Atlanta 1996 Detaljer...        | Andreas Wecker (GER)                   | Krasimir Dunev (BUL)                   | Vitalj Sjtjerba (BLR)                  |
| Sydney 2000 Detaljer...         | Aleksej Nemov (RUS)                    | Benjamin Varonian (FRA)                | Lee Joo-hyung (KOR)                    |
| Aten 2004 Detaljer...           | Igor Cassina (ITA)                     | Paul Hamm (USA)                        | Isao Yoneda (JPN)                      |
| Peking 2008 Detaljer...         | Zou Kai (CHN)                          | Jonathan Horton (USA)                  | Fabian Hambüchen (GER)                 |
| London 2012 Detaljer...         | Epke Zonderland (NED)                  | Fabian Hambüchen (GER)                 | Zou Kai (CHN)                          |
| Rio de Janeiro 2016 Detaljer... | Fabian Hambüchen (GER)                 | Danell Leyva (USA)                     | Nile Wilson (GBR)                      |
| Tokyo 2020 Detaljer...          | Daiki Hashimoto (JPN)                  | Tin Srbić (CRO)                        | Nikita Nagornyj (ROC)                  |

### Borttagna grenar

#### Kägelsvining
| Spel                       | Guld                | Silver           | Brons              |
| St. Louis 1904 Detaljer... | Edward Hennig (USA) | Emil Voigt (USA) | Ralph Wilson (USA) |

#### Fyrkamp
| Spel                       | Guld              | Silver             | Brons              |
| St. Louis 1904 Detaljer... | Anton Heida (USA) | George Eyser (USA) | William Merz (USA) |

#### Fritt system, lag
| Spel                       | Guld | Silver | Brons |
| Stockholm 1912 Detaljer... | Norge Isak Abrahamsen Hans Beyer Hartmann Bjørnsen Alfred Engelsen Bjarne Johnsen Sigurd Jørgensen Knud Leonard Knudsen Alf Lie Rolf Lie Tor Lund Petter Martinsen Per Mathiesen Jacob Opdahl Nils Opdahl Bjarne Pettersen Frithjof Sælen Øistein Schirmer Georg Selenius Sigvard Sivertsen Robert Sjursen Einar Strøm Gabriel Thorstensen Thomas Thorstensen Nils Voss | Finland Kaarlo Ekholm Eino Forsström Eero Hyvärinen Mikko Hyvärinen Tauno Ilmoniemi Ilmari Keinänen Jalmari Kivenheimo Karl Lund Aarne Pelkonen Ilmari Pernaja Arvid Rydman Eino Saastamoinen Aarne Salovaara Heikki Sammallahti Hannes Sirola Klaus Suomela Lauri Tanner Väinö Tiiri Kaarlo Vähämäki Kaarlo Vasama                                                                                                 | Danmark Axel Andersen Hjalmart Andersen Halvor Birch Wilhelm Grimmelmann Arvor Hansen Christian Hansen Marius Hansen Charles Jensen Hjalmar Peter Johansen Poul Jørgensen Carl Krebs Vigo Madsen Lukas Nielsen Rikard Nordstrøm Steen Olsen Oluf Olsson Carl Pedersen Oluf Pedersen Niels Petersen Christian Svendsen |
| Antwerpen 1920 Detaljer... | Danmark Georg Albertsen Rudolf Andersen Viggo Dibbern Aage Frandsen Hugo Helsten Harry Holm Herold Jansson Robert Johnsen Christian Juhl Vilhelm Lange Svend Madsen Peder Marcussen Peder Møller Niels Turin Nielsen Steen Olsen Christian Pedersen Hans Rønne Harry Sørensen Christian Thomas Knud Vermehren                                                           | Norge Alf Aanning Karl Aas Jørgen Andersen Gustav Bayer Jørgen Bjørnstad Asbjørn Bodahl Eilert Bøhm Trygve Bøyesen Ingolf Davidsen Håkon Endreson Jacob Erstad Harald Færstad Hermann Helgesen Petter Hol Otto Johannessen John Anker Johansen Torbjørn Kristoffersen Henrik Nielsen Jacob Opdahl Arthur Rydstrøm Frithjof Sælen Bjørn Skjærpe Wilhelm Steffensen Olav Sundal Reidar Tønsberg Lauritz Wigand-Larsen | Ingen utsedd |

#### Räck, lag
| Spel                  | Guld | Silver       | Brons        |
| Aten 1896 Detaljer... | Tyskland Konrad Böcker Alfred Flatow Gustav Flatow Georg Hillmar Fritz Hofmann Fritz Manteuffel Karl Neukirch Richard Röstel Gustav Schuft Carl Schuhmann Hermann Weingärtner | Ingen utsedd | Ingen utsedd |

#### Indiska klubbor
| Spel                         | Guld              | Silver                | Brons                    |
| Los Angeles 1932 Detaljer... | George Roth (USA) | Philip Erenberg (USA) | William Kuhlemeier (USA) |

#### Barr, lag
| Spel                  | Guld | Silver                                                                                | Brons                                                                               |
| Aten 1896 Detaljer... | Tyskland Konrad Böcker Alfred Flatow Gustav Flatow Georg Hillmar Fritz Hofmann Fritz Manteuffel Karl Neukirch Richard Röstel Gustav Schuft Carl Schuhmann Hermann Weingärtner | Grekland Nikolaos Andriakopoulos Spyros Athanasopoulos Petros Persakis Thomas Xenakis | Grekland Ioannis Chrysafis Ioannis Mitropoulos Dimitrios Loundras Filippos Karvelas |

#### Repklättring
| Spel                         | Guld                                   | Silver                                 | Brons                                  |
| Aten 1896 Detaljer...        | Nicolaos Andriakopoulos (GRE)          | Thomas Xenakis (GRE)                   | Fritz Hofmann (GER)                    |
| 1900 Paris                   | Ingick inte i det olympiska programmet | Ingick inte i det olympiska programmet | Ingick inte i det olympiska programmet |
| St. Louis 1904 Detaljer...   | George Eyser (USA)                     | Charles Krause (USA)                   | Emil Voigt (USA)                       |
| 1908–1920                    | Ingick inte i det olympiska programmet | Ingick inte i det olympiska programmet | Ingick inte i det olympiska programmet |
| Paris 1924 Detaljer...       | Bedřich Šupčík (TCH)                   | Albert Séguin (FRA)                    | August Güttinger (SUI)                 |
| Paris 1924 Detaljer...       | Bedřich Šupčík (TCH)                   | Albert Séguin (FRA)                    | Ladislav Vácha (TCH)                   |
| 1928 Amsterdam               | Ingick inte i det olympiska programmet | Ingick inte i det olympiska programmet | Ingick inte i det olympiska programmet |
| Los Angeles 1932 Detaljer... | Raymond Bass (USA)                     | William Galbraith (USA)                | Thomas Connolly (USA)                  |

#### Sidhopp
| Spel                   | Guld                | Silver                  | Brons        |
| Paris 1924 Detaljer... | Albert Séguin (FRA) | François Gangloff (FRA) | Ingen utsedd |
| Paris 1924 Detaljer... | Albert Séguin (FRA) | Jean Gounot (FRA)       | Ingen utsedd |

#### Lag, svenskt system
| Spel                       | Guld | Silver | Brons |
| Stockholm 1912 Detaljer... | Sverige Per Bertilsson Carl-Ernfrid Carlberg Nils Granfelt Curt Hartzell Oswald Holmberg Anders Hylander Axel Janse Boo Kullberg Sven Landberg Per Nilsson Benkt Norelius Axel Norling Daniel Norling Sven Rosén Nils Silfverskiöld Carl Silfverstrand John Sörenson Yngve Stiernspetz Carl-Erik Svensson Karl-Johan Svensson Knut Torell Edward Wennerholm Claës-Axel Wersäll David Wiman | Danmark Peter Andersen Valdemar Bøggild Søren Peter Christensen Ingvald Eriksen George Falcke Torkild Garp Hans Trier Hansen Johannes Hansen Rasmus Hansen Jens Kristian Jensen Søren Alfred Jensen Karl Kirk Jens Kirkegaard Olaf Kjems Carl Larsen Jens Peter Laursen Marius Lefèrve Povl Mark Einar Olsen Hans Pedersen Hans Eiler Pedersen Olaf Pedersen Peder Larsen Pedersen Aksel Sørensen Martin Thau Søren Thorborg Kristen Vadgaard Johannes Vinther | Norge Arthur Amundsen Jørgen Andersen Trygve Bøyesen Georg Brustad Conrad Christensen Oscar Engelstad Marius Eriksen Axel Henry Hansen Petter Hol Eugen Ingebretsen Olaf Ingebretsen Olof Jacobsen Erling Jensen Thor Jensen Frithjof Olsen Oscar Olstad Edvin Paulsen Carl Alfred Pedersen Paul Pedersen Rolf Robach Sigurd Smebye Torleif Torkildsen                            |
| Antwerpen 1920 Detaljer... | Sverige Fausto Acke Albert Andersson Arvid Andersson-Holtman Helge Bäckander Bengt Bengtsson Fabian Biörck Erik Charpentier Sture Ericsson-Ewréus Konrad Granström Helge Gustafsson Åke Häger Ture Hedman Sven Johnson Sven-Olof Jonsson Karl Lindahl Edmund Lindmark Bengt Morberg Frans Persson Klas Särner Curt Sjöberg Gunnar Söderlindh John Sörenson Alf Svensén Gösta Törner        | Danmark Johannes Birk Frede Hansen Frederik Hansen Kristian Hansen Hans Jakobsen Aage Jørgensen Alfred Frøkjær Jørgensen Alfred Ollerup Jørgensen Arne Jørgensen Knud Kirkeløkke Jens Lambæk Kristian Larsen Kristian Madsen Niels Erik Nielsen Niels Kristian Nielsen Dynes Pedersen Hans Pedersen Johannes Pedersen Peter Dorf Pedersen Rasmus Rasmussen Hans Christian Sørensen Hans Laurids Sørensen Søren Sørensen Georg Vest Aage Walther                | Belgien Paul Arets Léon Bronckaert Léopold Clabots Jean-Baptiste Claessens Léon Darrien Lucien Dehoux Ernest Deleu Émile Duboisson Ernest Dureuil Joseph Fiems Marcel Hansen Louis Henin Omer Hoffman Félix Logiest Charles Maerschalck René Paenhuijsen Arnold Pierrot René Pinchart Gaspard Pirotte Augustien Pluys Léopold Son Édouard Taeymans Pierre Thiriar Henri Verhavert |

#### Trekamp
| Spel                       | Guld                 | Silver               | Brons               |
| St. Louis 1904 Detaljer... | Adolf Spinnler (SUI) | Julius Lenhart (USA) | Wilhelm Weber (GER) |

#### Tumbling
| Spel                         | Guld                | Silver             | Brons                  |
| Los Angeles 1932 Detaljer... | Rowland Wolfe (USA) | Edward Gross (USA) | William Herrmann (USA) |

## Trampolin
| Spel                            | Guld                       | Silver                     | Brons                 |
| Sydney 2000 Detaljer...         | Aleksandr Moskalenko (RUS) | Ji Wallace (AUS)           | Mathieu Turgeon (CAN) |
| Aten 2004 Detaljer...           | Juri Nikitin (UKR)         | Aleksandr Moskalenko (RUS) | Henrik Stehlik (GER)  |
| Peking 2008 Detaljer...         | Lu Chunlong (CHN)          | Jason Burnett (CAN)        | Dong Dong (CHN)       |
| London 2012 Detaljer...         | Dong Dong (CHN)            | Dmitrj Usjakov (RUS)       | Lu Chunlong (CHN)     |
| Rio de Janeiro 2016 Detaljer... | Uladzislaŭ Hantjaroŭ (BLR) | Dong Dong (CHN)            | Lei Gao (CHN)         |
| Tokyo 2020 Detaljer...          | Ivan Litvinovitj (BLR)     | Dong Dong (CHN)            | Dylan Schmidt (NZL)   |